# Arthur Clays
Joseph Arthur Clays (Kortrijk, 25 februari 1893 - 19 oktober 1961) was een Belgisch senator.

## Levensloop
Clays was een zoon van arbeider Jozef Adolf Clays en Elodie Devos. Hij trouwde in april 1924 met Germana Dewyn. Vanaf zijn elfde werkte hij in een textielfabriek. Hij was al van kindsbeen af betrokken bij de socialistische actie en werd op jonge leeftijd lid van de Kortrijkse harmonie Volksrecht, waar hij vanaf 1920 de functie van secretaris opnam. Daarnaast was hij secretaris van de Kortrijkse afdeling van de Socialistische Jonge Wacht.
Vanaf september 1913 vervulde hij zijn dienstplicht in het Belgisch leger. Na het begin van de Eerste Wereldoorlog en de Duitse inval in België werd hij naar het front gestuurd, waar hij bijna twee jaar zou blijven. 
Na het einde van de oorlog vervulde hij vanaf 1919 administratieve functies bij diverse socialistische vakbonden in het Kortrijkse. Het jaar nadien werd hij commissaris van de coöperatieve Volksrecht en in 1921 werd hij secretaris van de Kortrijkse afdeling van de Belgische Werkliedenpartij in Kortrijk. Enkele maanden later werd hij bestendig vakbondsafgevaardigde en secretaris van het Bureel voor Arbeidsrecht. Deze laatste functie bekleedde hij tot in 1958, toen hij op zijn 65ste met pensioen ging. Tussen 1922 en 1929 bekleedde Clays daarenboven de functie van secretaris-schatbewaarder van de federatie van vakbonden in het zuidwesten van West-Vlaanderen en daarnaast zetelde hij in de West-Vlaamse paritaire commissie voor de metaalindustrie. 
Zijn eerste politieke mandaat ging Clays uitoefenen in 1926, toen hij verkozen werd tot gemeenteraadslid van Kortrijk, een ambt dat hij uitoefende tot aan zijn overlijden in oktober 1961. Hij was er driemaal dienstdoend schepen: van januari 1947 tot augustus 1948, van augustus tot november 1950 en van januari 1953 tot april 1954. In Kortrijk was hij vanaf 1929 lid van de raad van bestuur van de technische hogeschool, ondervoorzitter van de gemeentelijke tuinbouwschool en lid van de beheerraad van het muziekconservatorium. Voorts was hij beheerder van het gemeentelijk theater, lid van de beheerraad van het gemeentelijk laboratorium en lid van de raad van bestuur van de middelbare meisjesschool en het koninklijk atheneum.
In juni 1936 werd Clays verkozen tot provincieraadslid van West-Vlaanderen, maar hij verzaakte aan het mandaat omdat hij tevens verkozen was in de Senaat. Van 1936 tot 1939 was hij socialistisch rechtstreeks verkozen senator voor het arrondissement Kortrijk. In december 1944 werd hij opnieuw senator ter opvolging van de overleden Joseph Coole, ditmaal tot in februari 1961. Clays was lid van de Senaatscommissies Landsverdediging, Arbeid en Sociale Voorzorg.
Gedurende de Tweede Wereldoorlog werkte Clays mee aan de ondergrondse pers en verleende hij onderdak aan werkweigeraars. Hij werd gearresteerd en veroordeeld voor het verspreiden van anti-Duitse propaganda.